# Escola d'Art i Superior de Disseny d'Olot
|  | Aquest article tracta sobre l'escola, pel grup d'artistes vegeu Escola paisatgística d'Olot |

L'Escola d'Art i Superior de Disseny d'Olot o simplement Escola d'Art d'Olot és l'escola oficial d'art i disseny de les comarques gironines. Des de la seva fundació ha mantingut una participació activa en el seu entorn social, educatiu, econòmic i cultural. L'Escola està ubicada al Convent del Carme, al nucli antic de la ciutat d'Olot (Garrotxa).
L'escola de Belles Arts fou fundada el 15 de juliol de 1783 pel Bisbe Tomàs de Lorenzana que va encarregar el pintor i decorador Joan Carles Panyó i Figaró amb l'organització. En els seus anys d'història cal destacar l'any 1891 com a "Escola menor de Belles Arts" depenent de la Diputació de Girona i l'etapa de 1934 a 1938 com a "Escola Superior de Paisatge" depenent de la Generalitat de Catalunya, però a partir de llavors va passar a ser de nou Escola de Belles Arts municipal com a centre d'aprenentatge de dibuix, pintura i escultura.
El 20 de juny de 1990 l'escola entra a formar part de la xarxa oficial d'escoles d'art de Catalunya amb el nom d'Escola d'Arts Aplicades i Oficis Artístics d'Olot, depenent de la Generalitat de Catalunya. Des del curs 2003-2004 l'Escola d'Art, ha passat a ser "Escola d'Art i Superior de Disseny" completant l'oferta formativa amb una diplomatura de Disseny d'Interiors. Finalment des del curs 2007-08 l'Escola imparteix també la diplomatura de Disseny Gràfic.
L'any 2009 hi va haver una alumna afectada per la grip "nova", i l'escola va quedar clausurada durant deu dies com a mesura preventiva.
Des del curs 2010-11 és una de les set seus de l'ESDAPC (Escola Superior de Disseny i d'Arts Plàstiques de Catalunya) i es comencen a impartir estudis de grau en Disseny (adaptats a l'EEES, Espai Europeu d'Educació Superior).
El treball dels alumnes de l'Escola d'Art d'Olot ha obtingut diversos reconeixements al llarg dels anys. Entre els guardons obtinguts s'hi inclouen els campionats CatSkills, els premis Empòria, els premis Josep Albert Mestre, els premis CODIC o els LAUS, entre d'altres.

## Oferta docent
Actualment el centre ofereix diverses tipologies d'ensenyaments: batxillerat d'arts, cicles formatius d'arts plàstiques i disseny de grau mitjà (CFAM) i de grau superior (CFAS), ensenyaments superiors de disseny (ESDI), ensenyaments de postgrau i cursos d'especialització. La oferta es desglossa en:
- Batxillerat d'arts[12]
- CFAM en assistència al producte gràfic imprès[13]
- CFAM en revestiments murals[13]
- CFAS en projecte i direcció d'obres de decoració[14]
- CFAS en arquitectura efímera[15][16]
- CFAS en fotografia[17]
- CFAS en il·lustració[16]
- CFAS en gràfica publicitària[13]
- CFAS en motlles i reproduccions artístiques[18]
- CFAS en models 3D, motlles i art toys
- CFAS en escultura aplicada a l'espectacle[18]
- ESDI gràfic[9]
- ESDI d'interiorisme[9]
- Postgrau en packaging tècnic i creatiu[19]
- Postgrau en il·lustració científica